# Hugh Walters (autor)
Hugh Walters (15 de junho de 1910 – 13 de janeiro de 1993) foi um escritor Britânico de juvenil de ficção científica, romances de Bradley em West Midlands, no Reino Unido.

## Biografia
Nascido Walter Llewelyn Hughes, foi educado em Dudley Grammar School e Wolverhampton College e viveu a maior parte de sua vida na cidade de Bilston.
Ele tinha a sua própria loja de móveis, Walter Hughes Ltd em Bradley e tornou-se Diretor da Brasteds Ltd (uma contração de Bradley Bedsteads). Em 1931, casou-se com Doris Higgins; eles tiveram dois filhos. Ele era um membro do British Interplanetary Society e British Astronomical Association, e tornou-se presidente da Bilston Rotary Club, e High Chief Ranger of the Ancient Order of Foresters. Ele também foi um membro de Bilston Tênis Clube, foi eleito membro da Bilston Borough Council e, no após o devido tempo, foi nomeado magistrado.

## Escritos
Em 1955, ele foi convidado a falar no Bilston Rotary Club quando o orador marcado foi cancelado.  Ele falou sobre espaço e astronomia, e como resultado foi convidado a falar na biblioteca Coseley  nas proximidades durante a semana de ficção científica.  Em preparação, ele leu um grande número de livros de ficção científica, não ficou impressionado e pensou que poderia fazer melhor.  Com a idade de 47 anos, ele escreveu seu primeiro livro em segredo sob o pseudônimo  de Hugh Walters.  Mais tarde, ele disse: "Como eu também era magistrado e conselheiro local, senti que escrever ficção científica) me deixou aberta ao ridículo. As pessoas tendem a tratar a ficção científica como uma piada, então eu fiz o malabarismo com meu nome e surgiu com Hugh Walters ".
De sua escrita Walters disse: "Eu acredito que uma boa história de Ficção Científica deve (1) entreter, (2) educar sem dor, e (3) inspirar os jovens de hoje a serem os cientistas e técnicos de amanhã"
Seus primeiros romances trataram principalmente da exploração de outros planetas em nosso sistema solar.  Escrito para uma audiência juvenil, eles tinham uma base científica, antecipando avanços como, motores iônicos. Walters voltou a escrever romances, relativa visitas alienígenas depois de todos os planetas tinham sido exploradas.
Os principais personagens de seus romances foram dois astronautas Britânicos, um Americano e um cosmonauta Russo. Seus nomes eram Chris Godfrey, Tony Hale, Morrey Kant e Serge Smyslov, respectivamente. As Missões posteriores usaram um par de gêmeos telepáticos, Gill e Gail Patrick, para a comunicação.
As capas dos primeiros 14 livros tiveram ilustrações de capa da ilustradora da Faber and Faber, Leslie Wood.
Seus livros ainda estão presentes na lista recomendada de leitura para crianças e jovens da Los Angeles Science Fantasy Society

### SérieChris Godfrey de U. N. E. X. A.(Agência de Exploração das Nações Unidas)
1. Blast Off at Woomera - (aka: Blast-Off at 0300)(1957)
2. The Domes of Pico - (aka: Menace from the Moon)(1958)
3. Operação de Columbus - (aka: First on the Moon) (1959)(ISBN 115120322X)
4. Moon Base One - (aka: Outpost on the Moon) (1960)
5. Expedition Venus (1962) (ISBN 9780571112692)
6. Destination Mars (1963) (ISBN 0571113338)
7. Terror by Satellite (1964) (ISBN 057111492X)
8. Journey to Jupiter (1965)
9. Mission to Mercury (1965)
10. Spaceship to Saturn (1967) (ISBN 978-0-571-08137-0)
11. O Mohole Mystery - (aka: The Mohole Menace) (1968)
12. Nearly Neptune - (aka: Neptune One is Missing)(1968)
13. First Contact? (1971) (ISBN 0840763204)
14. Passage to Pluto (1973) (ISBN 084076457X)
15. Tony Hale, Space Detective (1973) (ISBN 0571102719)
16. Murder on Mars (1975) (ISBN 0571107176)
17. The Caves of Drach (1977) (ISBN 0571110371)
18. The Last Disaster (1978) (ISBN 057111153X)
19. The Blue Aura (1979) (ISBN 0571114237)
20. The Dark Triangle (1979)
21. The Glass Men (não publicado)

### SérieBoy Astronaut
1. Boy Astronaut (1977)
2. First Family on the Moon (1979)
3. School on the Moon (1981)  (ISBN 0200727435)

### Outros Livros
1. P-K (Psicocinese Londres: Severn House, 1986. (ISBN 978-0-7278-1364-0)